# Min kompis Djävulen
Min kompis Djävulen (engelska: Bedazzled) är en brittisk komedifilm från 1967 i regi av Stanley Donen. I huvudrollerna ses Peter Cook och Dudley Moore.  
Handlingen är en komisk variant på Faust-legenden.

## Rollista i urval
- Peter Cook - George Spiggott/Djävulen
- Dudley Moore - Stanley Moon
- Eleanor Bron - Margaret
- Raquel Welch - Vällust/Lilian Lust
- Alba - Högmod
- Robert Russell - Vrede
- Barry Humphries - Avund
- Parnell McGarry - Frosseri
- Danièle Noël - Girighet
- Howard Goorney - Lättja
- Michael Bates - Kommissarie Clarke
- Bernard Spear - Irving Moses
- Robin Hawdon - Randolph, harplärare
- Michael Trubshawe - Lord Dowdy
- Evelyn Moore - Mrs. Wisby

## Eftermäle
En nyinspelning gjordes år 2000, som Djävulen och jag, men med en mycket omarbetad handling.